# Roger de Bailleul
Roger de Bailleul (Rogerius), mort le 25 septembre 1179, est un moine et 7e abbé du Bec.

## Biographie
Le Gallia Christiana le dit originaire de Bailleul, d'où le nom qui lui est donné, mais Robert du Mont l'affirme lombard.
Moine à l'abbaye Notre-Dame du Bec et habile jurisconsulte selon Robert de Torigni, il enseigne le droit civil et canonial en Angleterre. Partisan de Mathilde contre Étienne de Blois dans la succession au trône d'Angleterre, il s'attire l'opposition royale, et doit revenir dans le monastère normand. 
Prieur du Bec, Roger est à la mort de Letard élu le 6 juillet 1149 septième abbé du Bec, et béni le 25 juillet suivant par Hugues d'Amiens, archevêque de Rouen à Saint-Wandrille. 
Il assiste à la bénédiction de Robert de Torigni abbé du Mont-Saint-Michel par l'archevêque de Rouen au prieuré Saint-Philbert le 22 juillet 1154.
L'abbaye accueille en novembre 1158 la rencontre entre Henri II d'Angleterre et Louis VII de France.
L'église abbatiale, dédicacée en 1161 par l'archevêque Rotrou de Warwick, est victime d'un incendie. À la tête de la riche abbaye normande, Roger la fait rénover entièrement. La nouvelle abbatiale est dédicacée le 19 mars 1178 par Rotrou, en présence du roi Henri II et de ses fils Henri le Jeune et Jean sans Terre. Roger fait également édifier une infirmerie et une des chambres pour les voyageurs, rénover le dortoir, creuser des canaux pour porter l'eau de deux sources vers les appartements.
Mathilde l'Emperesse est inhumée dans l'abbatiale en septembre 1167. Ses ossements seront transférés en 1877 à la cathédrale de Rouen après leur découverte par Achille Deville. Roger accueille en novembre 1167 les deux légats Guillaume de Pavie et Otton de Brescia, venus négocier la paix entre le roi de France et le roi d'Angleterre.
Avec les autres évêques et abbés normands, il assiste à Avranches à la cérémonie d'absolution d'Henri d'Angleterre pour le meurtre de Thomas Becket. 
Élu en février 1173 archevêque de Cantorbéry, comme ses compatriotes et prédécesseurs à la tête du Bec Lanfranc et Anselme, il refuse en avril. Il meurt à l'abbaye le 25 septembre 1179 et est enterré aux pieds d'Herluin.

## Sources
- « VIIe abbé, Roger Ier », in Louis-Étienne Charpillon et Anatole Caresme, Dictionnaire historique de toutes les communes du département de l'Eure, 1868, p. 265-266